# Neosmilaster
Genre
Neosmilaster est un genre d'étoiles de mer de la famille des Asteriidae. On trouve les deux espèces de ce genre en Antarctique.

## Liste des espèces
Selon World Register of Marine Species (23 janvier 2015) :
- Neosmilaster georgianus (Studer, 1885)
- Neosmilaster steineni (Studer, 1885)

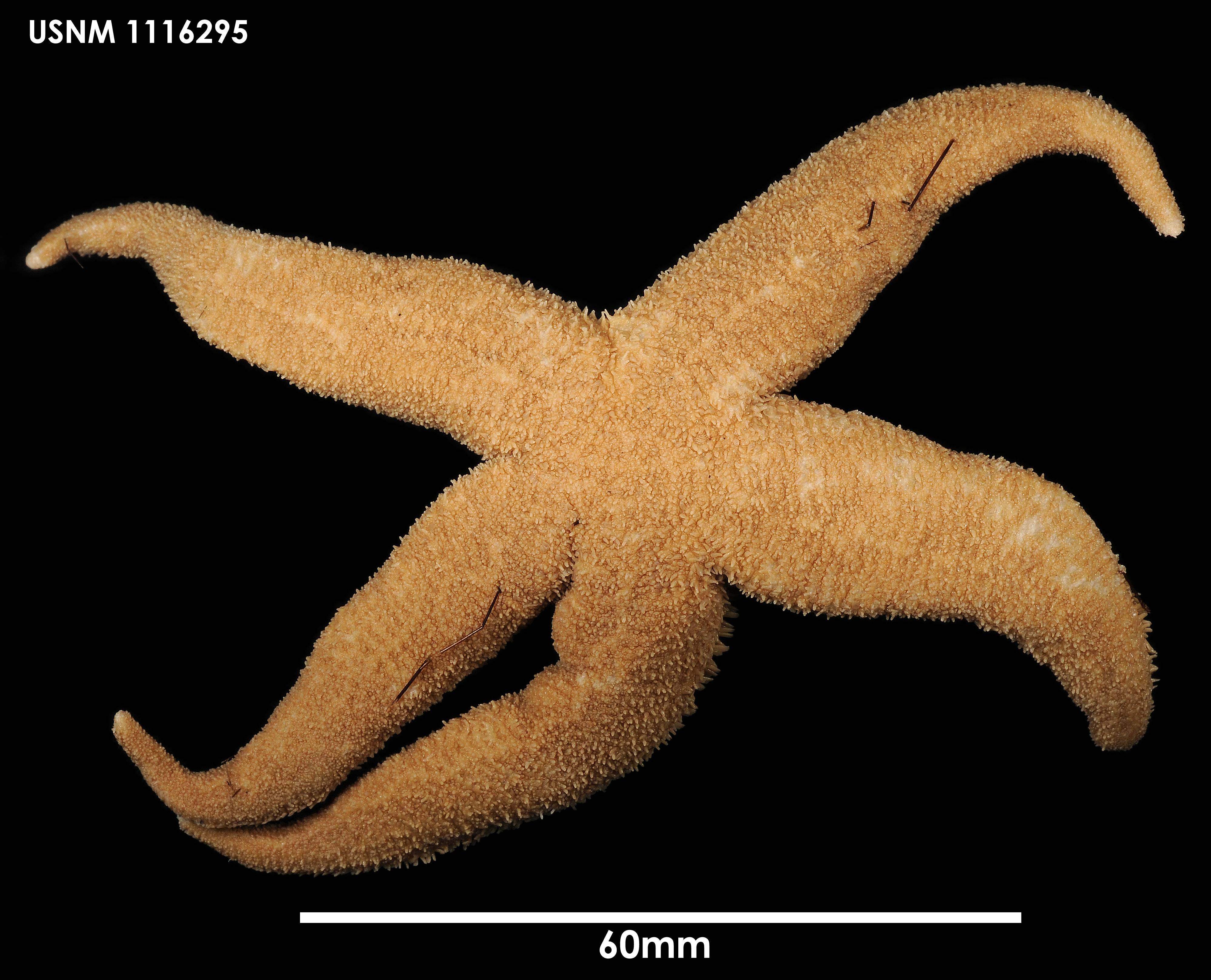
Neosmilaster georgianus.
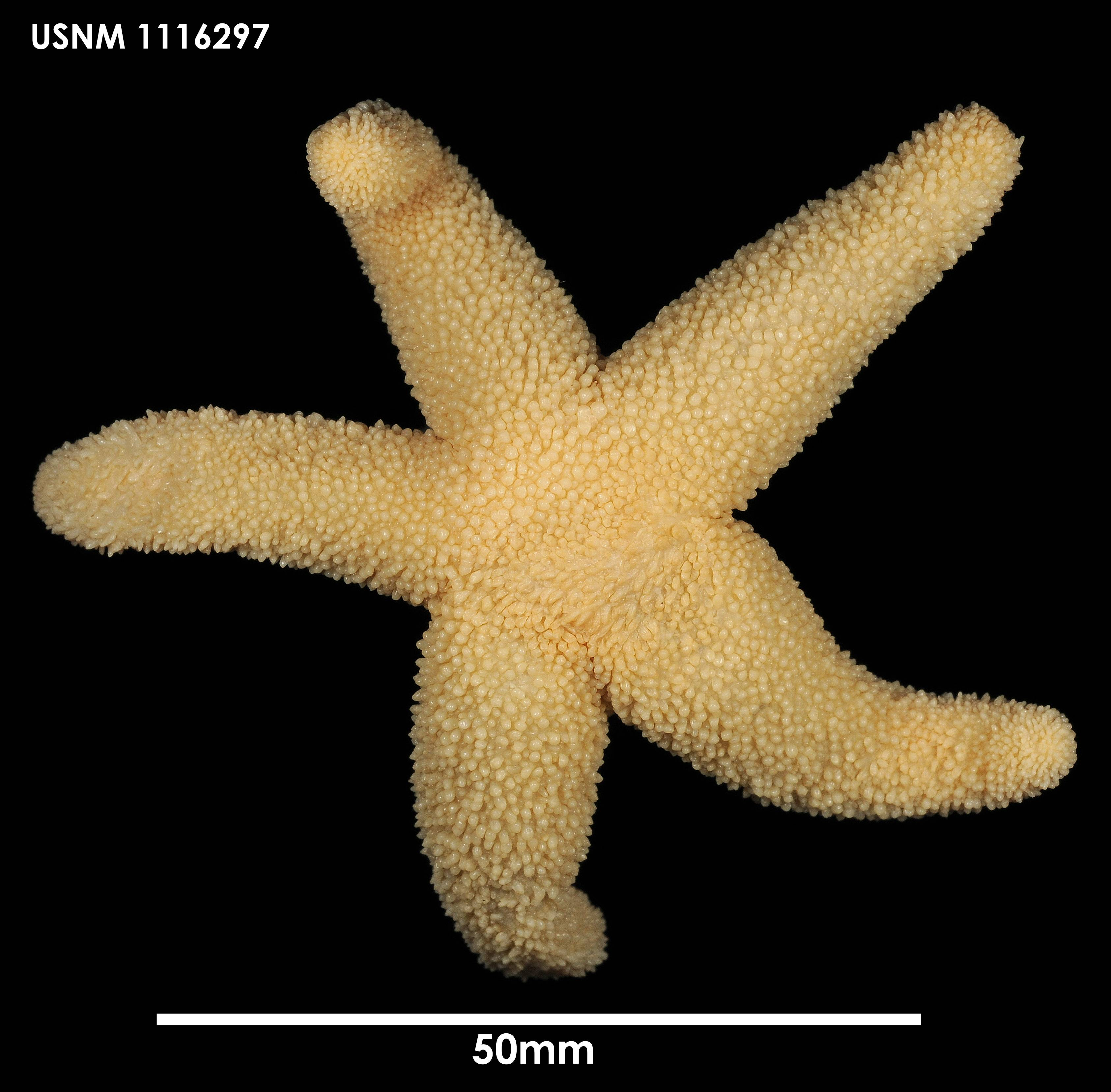
Neosmilaster steineni.